# 仁居红四军第一纵队革命旧址
仁居红四军第一纵队革命旧址位于中国广东省梅州市平远县仁居镇仁居村，包括红四军纵队司令部旧址（肖公祠）、红四军纵队政委驻地旧址（华宝馆）、红四军纵队军需处旧址（善友草庐）、红四军纵队后勤处旧址（张家试馆）以及114条红军标语。2012年10月20日被公布为广东省文物保护单位。